# Solaris Bus & Coach
Pour les articles homonymes, voir Solaris.
Solaris Bus & Coach est une entreprise polonaise de construction d'autobus, trolleybus, autocars de tourisme et tramways. Ses ateliers se trouvent près de Poznań à Środa Wielkopolska (soudage) et à Bolechowo (finition). Depuis 2018, Solaris est propriété du constructeur ferroviaire espagnol CAF.

## Histoire et situation actuelle
L'entreprise tire son origine de Neoplan Polska, firme créée par Krzysztof Olszewski en 1994 qui au début vendait et, à partir de mars 1996 également produisait des autobus de communication urbaine à plancher bas sur la licence de l'Allemande Neoplan, de même que des cars de la même marque. En 1999, utilisant les expériences acquises lors de cette production, l'entreprise a mis sur le marché le premier autobus de sa propre construction, sous la marque « Solaris », dont le projet a été aménagé avec l'entreprise allemande « IFS Designatelier ». Il s'agissait du modèle Solaris Urbino 12. Grâce à une construction réussie et un intérêt de la part des acheteurs potentiels, la marque nouvelle commença à se développer, en présentant d'autres modèles d'autobus. En 2001 l'entreprise Neoplan Polska qui, depuis décembre 1999 étant à 30 % la propriété de l'entreprise allemande Gottlob Auwärter GmbH, s'est à nouveau transformé en entreprise familiale de Solange et Krzysztof Olszewski – Solaris Bus & Coach s.a.r.l.. Quelques années plus tard, le 1er juillet 2005, la s.a.r.l. a été transformée en société anonyme. Le début d'émission d'action était prévu pour le premier trimestre de 2006, mais cette idée a été abandonnée, grâce à une bonne condition financière de l'entreprise.

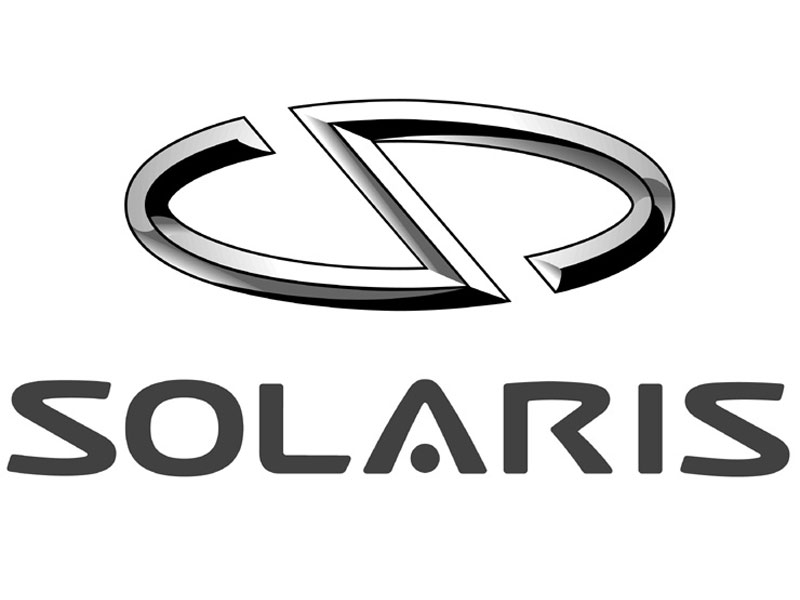
Ancien logo Solaris (2005-2012).

Le produit principal est constitué par les autobus de communication urbaine de la gamme Solaris Urbino. En septembre 2004 une nouvelle génération a vu le jour - les Solaris Urbino 2004, ou Urbino III, fabriquée depuis le printemps 2005. À part cela, l'entreprise fabrique également des trolleybus Solaris Trollino et des bus roulant au gaz naturel Solaris Urbino CNG, ainsi que des cars touristiques haut de gamme Solaris Vacanza et des bus locaux Solaris Urbino LE (LE - Low Entry, à entrée basse, III génération). On peut dénommer d'autres bus locaux, comme Solaris Valletta. En 2007, l'entreprise envisage de présenter une version plus étroite (de 15 cm) de Solaris Urbino, dont la longueur serait de 8,6m et dénommée Solaris Alpino, destinée pour les rues étroites des villes des Alpes. Depuis 2006 l'entreprise produit le bus Solaris Urbino 18 Hybrid doté d'un moteur hybride et le bus Solaris Urbino 18 EEV qui remplit la norme stricte EEV qui devrait être mise en application en Union européenne à partir de 2009

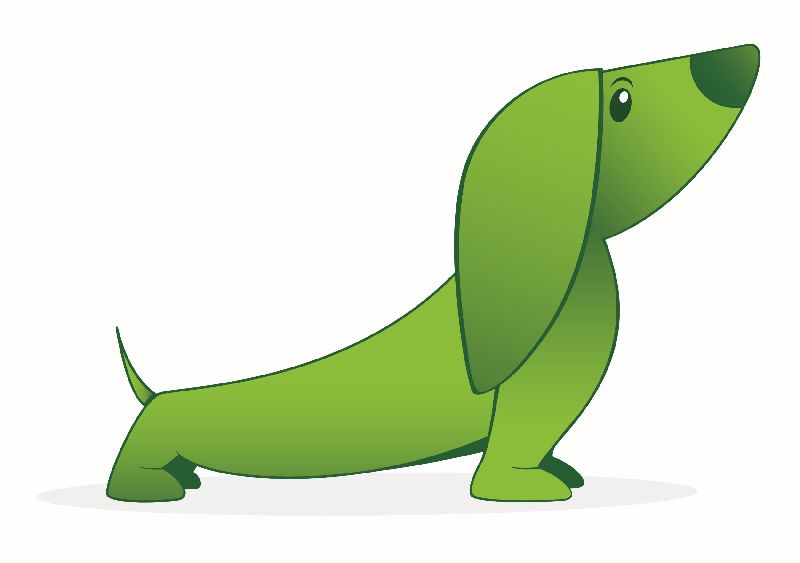
Le teckel vert est la mascotte de la société Solaris.

Les bus Solaris Urbino, produits en plusieurs versions, diffèrent notamment par leur longueur et capacité. Ils sont utilisés dans la plupart de grandes villes polonaises. En 2000 a débuté l'export des bus, puis des cars, également sous la marque « Solaris ». Les premiers ont été livrés à Ostrava en République tchèque, ainsi qu'à Berlin (Allemagne). Actuellement, 60 à 80 % de la production part à l'étranger, dans au moins 17 pays européens : la République tchèque, l'Allemagne, la Lettonie, la Lituanie, la Suisse, l'Italie, la Hongrie, la Slovaquie, la France, l'Estonie, la Norvège, la Suède, l'Autriche, le Danemark, Malte, la Belgique et la Roumanie. Les trolleybus sont produits notamment pour les villes de Rome, Riga, Vilnius, Tallinn, Opava et Ostrava. En France, on peut rencontrer les bus Solaris à Narbonne, Sète, Lons-le-Saunier, Bayonne, Strasbourg, Douai, Florange, Chantilly, Meaux, Coulommiers, Châteaudun, Orléans, Tours, Avignon, Antibes, Dole, Saint-Denis de La Réunion.
En 2003, le car Solaris Vacanza a emporté la 2e place (ex aequo avec Volvo 9700) dans le concours « Coach of the Year 2004 », après MAN Lion's Star et SCANIA Irizar PB, ayant remporté la première place.
En 2004, l'autobus Solaris Urbino a remporté la 2e place dans le concours Bus of The Year 2005.
Dans la production des bus, l'entreprise utilise les sous-équipements d'autres fabricants. Entre autres, les moteurs de DAF, Cummins et Hyundai, précédemment, elle utilisait également ceux d'Iveco et de MAN. 
Dans la deuxième moitié des années 1990, l'entreprise Neoplan Polska a développé de façon importante son "Bureau Technique" responsable pour la recherche et le développement. Les logiciels qui y sont utilisés, sont utilisés dans le monde entre autres à projeter des navettes spatiales. Ces logiciels ont permis de raccourcir le temps de la projection et ensuite de la fabrication d'un nouveau modèle à environ 6 mois. Grâce à cela, "Solaris Bus & Coach" remplace tous ses modèles tous les 2 à 3 ans. Les clients peuvent également, s'ils le désirent, acheter des versions précédentes des modèles les plus récents. Actuellement[Quand ?], environ 60 personnes travaillent au "Bureau Technique". En 2006, l'entreprise "Solaris Bus & Coach (S.A.)" embauchait environ 1 050 personnes.

## Statistiques

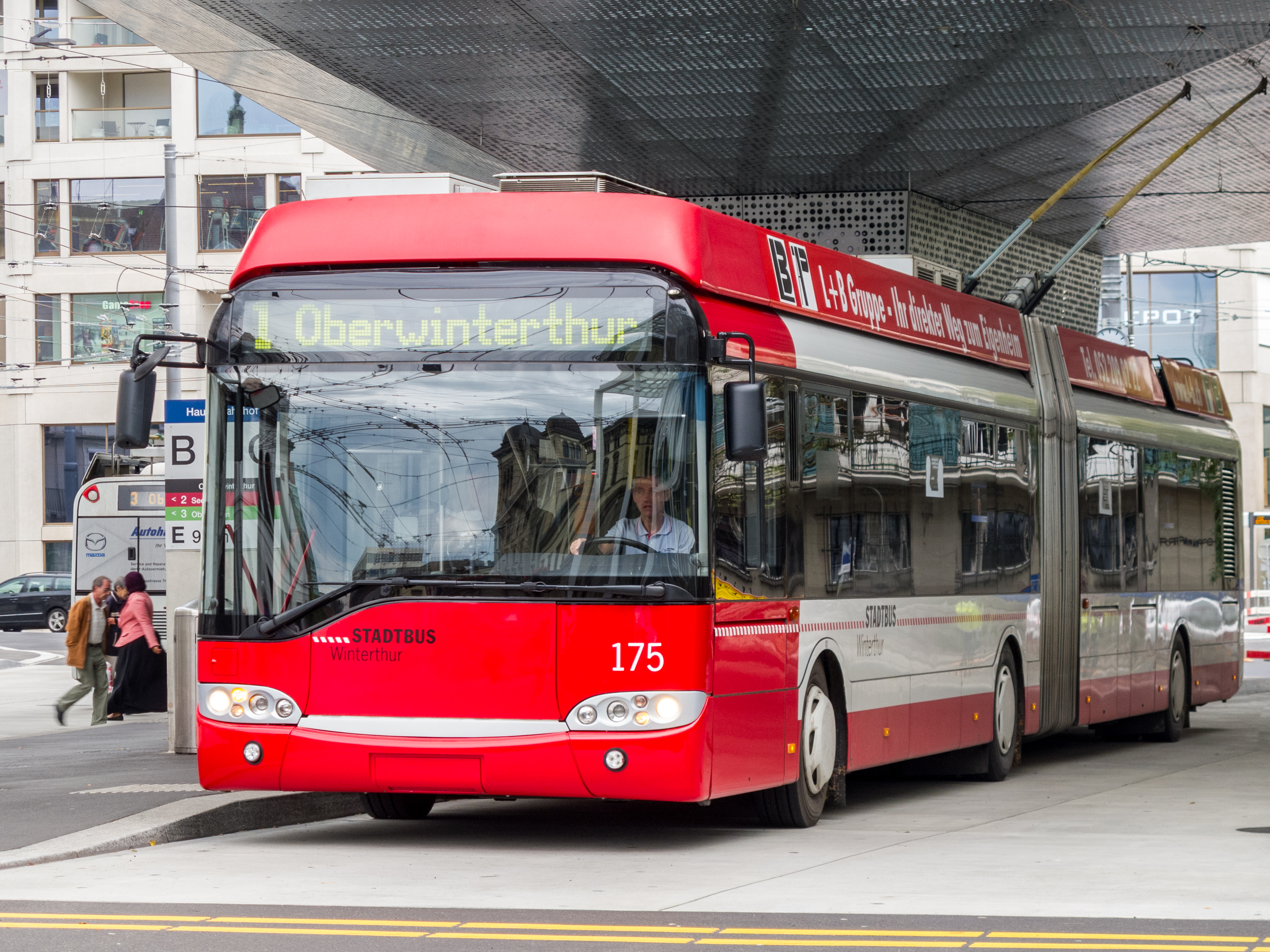
Trolleybus Solaris Trollino 18, à Winterthour.

Production totale des autobus, autocars et trolleybus : 
- 1999 - 24 ,
- 2000 - 172 ,
- 2001 - 251 ,
- 2002 - 255 . (dont : trolleybus - 12, autocars - 10),
- 2003 - 275 . (dont : trolleybus - 32, autocars - 9),
- 2004 - 489 . (dont : trolleybus - 84, autocars - 10),
- 2005 - 610 . (dont : trolleybus - 109, autocars - 8),
- 2006 - 579 . (dont : trolleybus - 50, autocars - 12),
- 2007 - 702 . (dont : trolleybus - 35, autocars - 11).

Les données ci-dessus ne comprennent pas les prototypes conçus pour les besoins de l'entreprise.

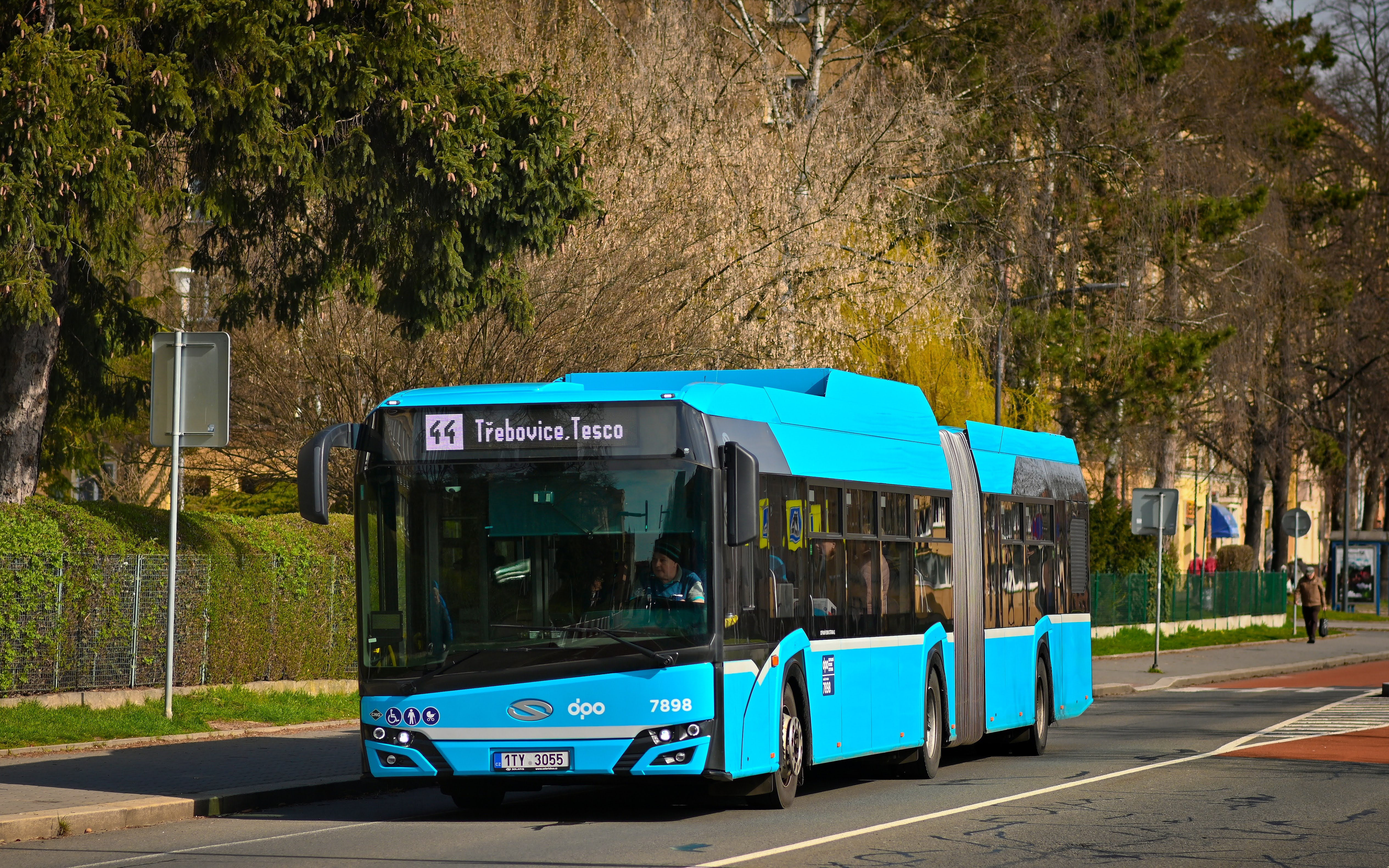
Solaris Urbino IV 18 CNG, a Ostrava.

Exportations des autobus, autocars et trolleybus : 
- 2000 - 7,
- 2001 - 56,
- 2002 - 126 (dont trolleybus - 12),
- 2003 - 169 (dont trolleybus - 32),
- 2004 - 366 (dont trolleybus - 84, autocars - 2),
- 2005 - 487 (dont trolleybus - 105),
- 2006 - 367 (dont trolleybus - 39, autocars - 2),
- 2007 - 400 (dont trolleybus - 32, autocars - 2).

En 2007 les bus de la marque "Solaris" seront pour la première fois exportés hors de l'Europe, à Dubaï, aux Émirats arabes unis, où on compte livrer 225 autobus à partir de novembre 2007 jusqu'à mi-2008

## Les modèles Solaris

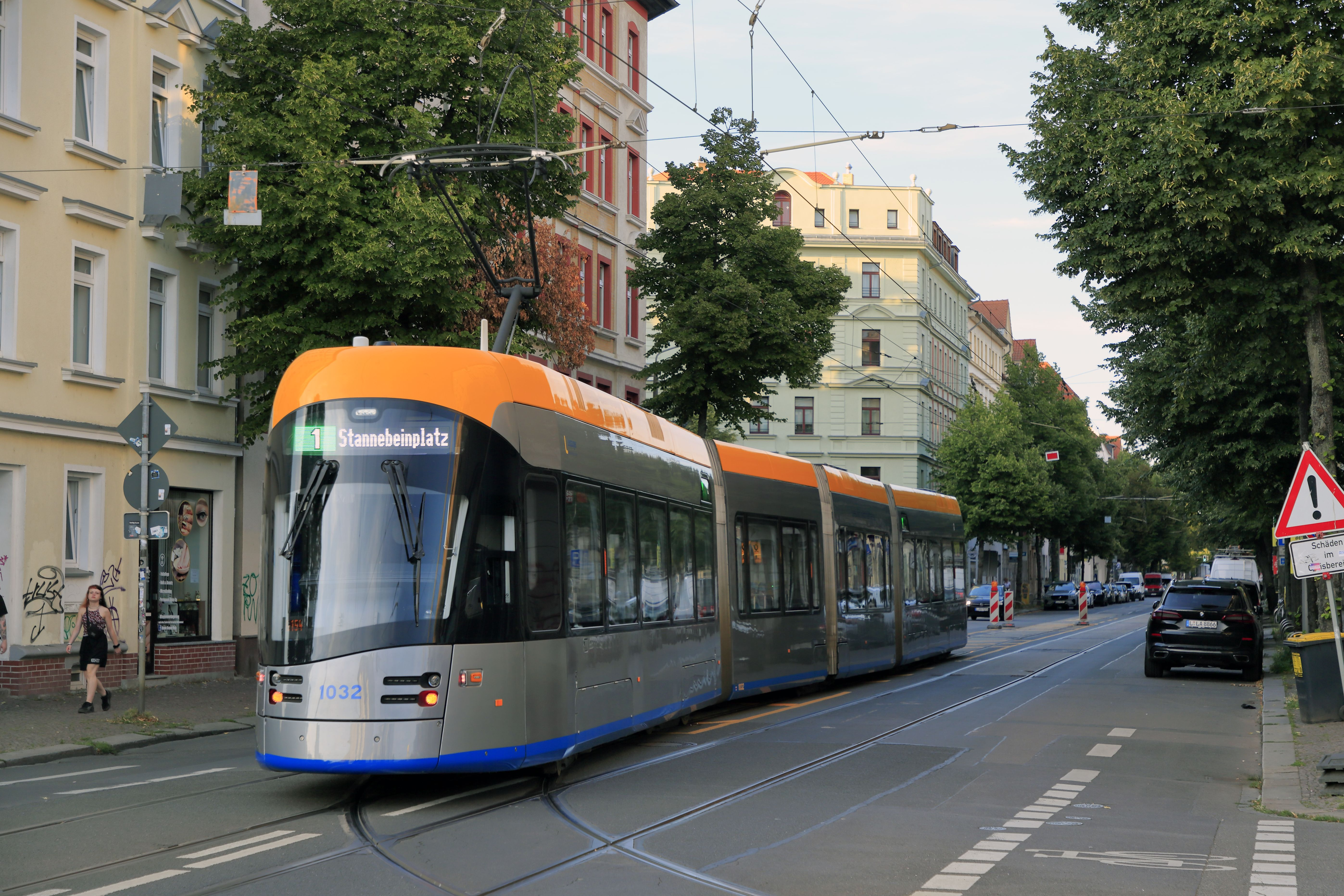
Solaris Tramino XL, à Leipzig.

### Tramway

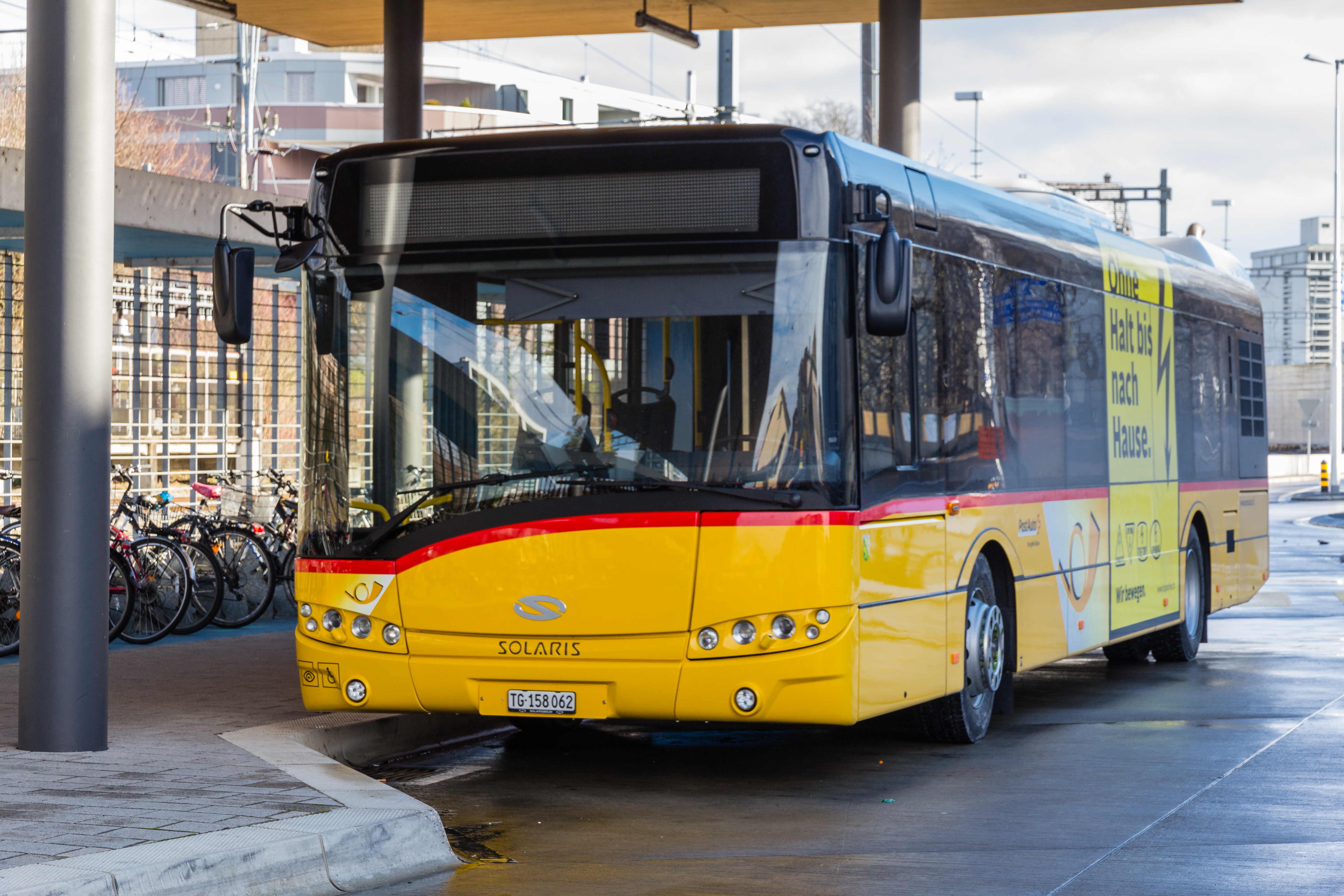
Solaris Urbino 12, à Kreuzlingen.

- Solaris Tramino

### Urbains

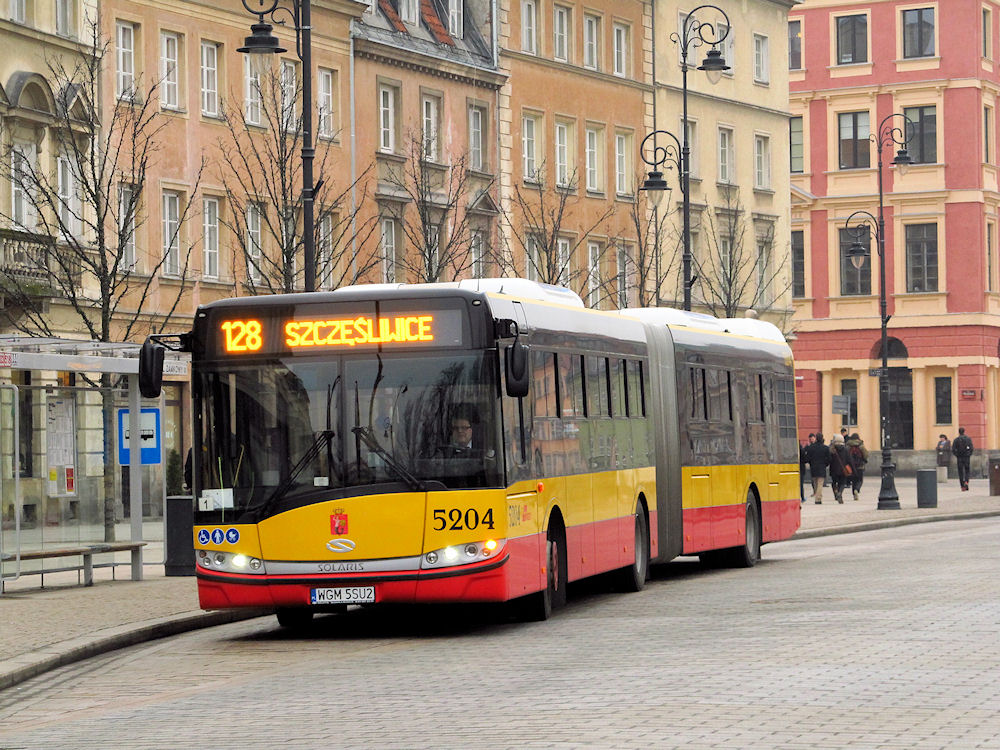
Solaris Urbino 18, version longue à Varsovie.

- Solaris Alpino (diesel ou électrique)
- Solaris Alpino 8,9 LE
- Solaris Urbino 9 (diesel)
- Solaris Urbino 10 (diesel ou électrique
- Solaris Urbino 12 (Diesel, Hybride , électrique, gaz naturel ou hydrogène)
- Solaris Urbino 15 (Diesel ou Gaz Naturel)
- Solaris Urbino 18 (Diesel, Hybride, électrique ou gaz naturel)
- Solaris Urbino 18.75 (Diesel, Hybride, électrique)

### InterUrbains
- Solaris InterUrbino

### Autocars de tourisme
- Solaris Vacanza 12
- Solaris Vacanza 13

### Autobus spéciaux

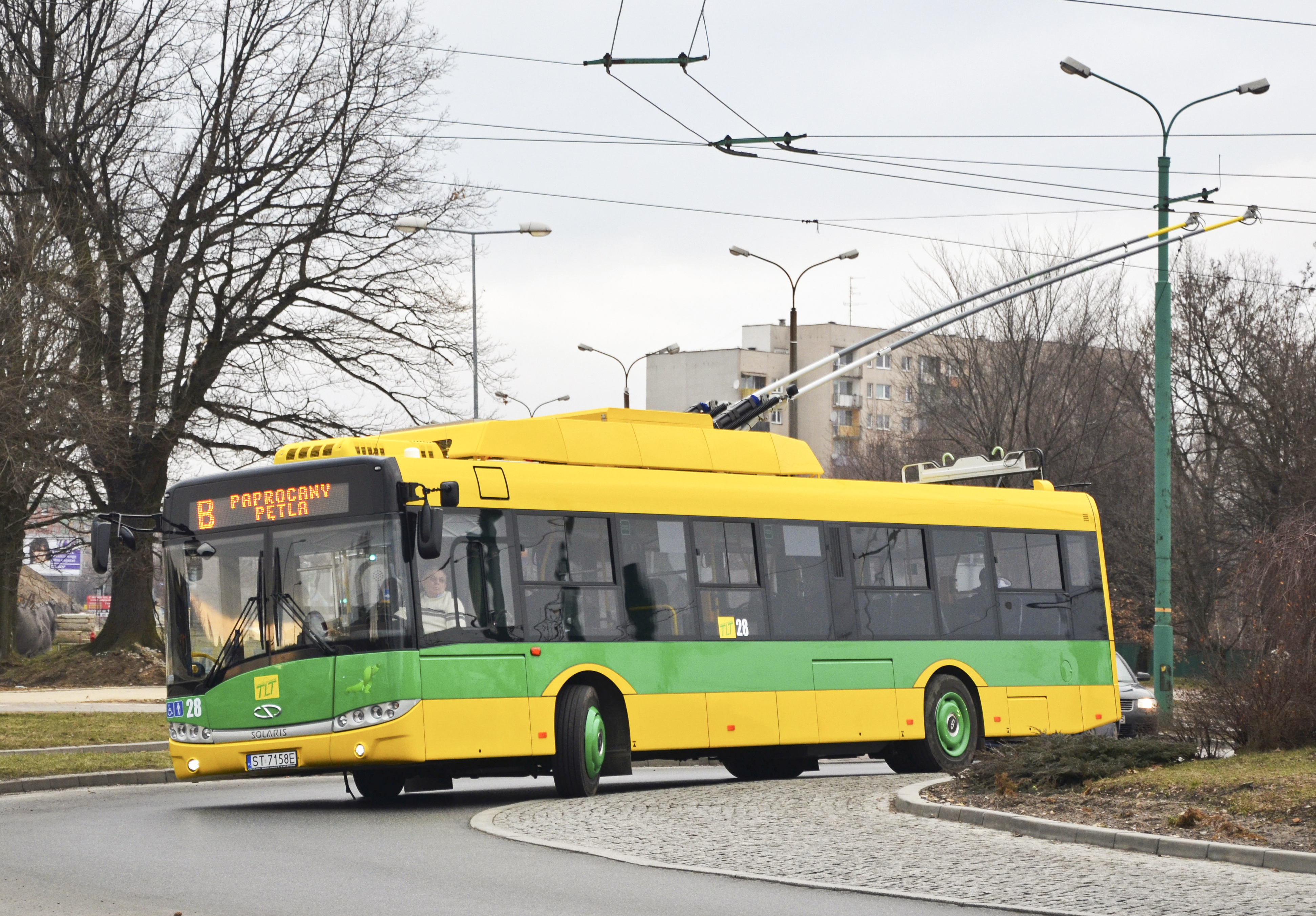
Trolleybus Solaris Trollino 12MB, à Tychy.

- Solaris Vacanza 12 - ambulance
- Solaris Vacanza 13 - ambulance

### Trolleybus
- Solaris Trollino 12
- Solaris Trollino 15
- Solaris Trollino 18
- Solaris Trollino 24

## Prix et nominations pour l'entreprise
- 2004 - Médaille européenne du Business Center Club et du Comité de l'Intégration Européenne ;
- 2004 – Prix économique du Président de la République polonaise dans la catégorie "Exportateur" ;
- 2005 – prix de la rédaction du magazine Forbes pour le meilleur rachat MBO en 2005 ;
- 2006 - lauréat du concours "Bonne Entreprise 2006", organisé par le quotidien Rzeczpospolita ;
- 2006 - lauréat du concours "Best of European Business" dans la catégorie "croissance", organisé par Roland Berger Strategy Consultants et CNN.
- 2017 - bus of the year 2017, pour le Solaris Urbino IV (http://mi.etlbiz.com/eng/solaris-urbino-electric-is-bus-of-the-year-2017/ )